# درام (یکا)
درام یا دراخم (به انگلیسی: Dram) ، یک یکای اندازه‌گیری جرم است که با نماد اختصاری  ʒ یا dr نشان داده می‌شود.
مقدار آن در دستگاه آوواردوپوا برابر یک‌شانزدهم اونس یا ۱٫۷۷۱۸۴۵۱۹۵۳۱۲۵ گرم است. درام سیال نیز، واحد اندازه گیری گنجایش است.